# Lycurus phalaroides
Lycurus phalaroides är en gräsart som beskrevs av Carl Sigismund Kunth. Lycurus phalaroides ingår i släktet Lycurus och familjen gräs. Inga underarter finns listade i Catalogue of Life.